# Ґвідо Фульст
Ґвідо Фульст (нім. Guido Fulst, 7 червня 1970) — німецький велогонщик.
Олімпійський чемпіон 1992 (командна гонка переслідування), 2000 (командна гонка переслідування) років, бронзовий призер 2004 року в гонці за очками, учасник 1996 року.
Чемпіон світу з трекових велоперегонів 1989 року в командній гонці переслідування, бронзовий призер 1996 року в командній гонці переслідування.